# Pénélope à front noir
Pipile jacutinga
Espèce
Synonymes
- Aburria jacutinga (Spix, 1825)

Statut de conservation UICN

 EN A2cd+3cd+4cd : En danger
Statut CITES
La Pénélope à front noir (Pipile jacutinga) est une espèce d'oiseaux de la famille des Cracidae.